# Singapurska vaterpolska reprezentacija
Singapurska vaterpolska reprezentacija predstavlja državu Singapur u športu vaterpolu.

## Nastupi na velikim natjecanjima

### Olimpijske igre
- 1956.: 10. mjesto

### Azijske igre
- 1951.:  srebro
- 1954.:  zlato
- 1958.:  srebro
- 1962.:  bronca
- 1966.:  srebro
- 1970.: 5. mjesto
- 1974.: 4. mjesto
- 1978.:  bronca
- 1982.: 4. mjesto
- 1986.:  bronca
- 1990.: 4. mjesto
- 1998.: 8. mjesto
- 2002.: 6. mjesto
- 2010.: 6. mjesto

### Razvojni trofej FINA-e u vaterpolu
- 2009.:  srebro
- 2011.: 6. mjesto
- 2013.: 9. mjesto
- 2017.: 6. mjesto
- 2019.:  zlato